# Бакалаврат
Бакалавра́т, рідше бакалавріа́т (baccalaureate, від лат. baccalaureatus) — програма підготовки бакалаврів у закладах вищої освіти багатьох країн світу, зокрема в Україні. Програма бакалаврату передбачає здебільшого 3-річну початкову фундаментальну, підготовку в обраній сфері знань. Протягом навчання студент засвоює і базові відомості з інших наукових областей, переважно загальноосвітнього характеру. Програми бакалаврату — широкопрофільні, мають загальнонауковий і загальнопрофесійний характер.
Станом за 2024 рік в Україні термін навчання за програмами бакалаврату становить 4 роки. Проте, наприклад, у більшості держав Європейського Союзу на бакалавра гуманітарних та економічних спеціальностей необхідно навчатися лише 3 роки, на технічних — від 3,5 до 4 років.
Бакалаврат як вид кваліфікації прийнятий за міжнародною класифікацією і зрозумілий роботодавцям за кордоном. Фундаментальність підготовки на бакалавраті, її ґрунтовність дозволяє, за необхідності, легко змінити професію, оскільки відповідно до державного освітнього стандарту, програми підготовки бакалаврів за напрямами побудовані так, що дозволяють за 1 рік перейти до однієї з цілого ряду суміжних професій.